# Presa di Baghdad (1917)
La presa di Baghdad è stata un episodio della Campagna di Mesopotamia della prima guerra mondiale, durante il quale, l'11 marzo 1917, l'esercito britannico riuscì a conquistare la città strappandola all'Impero ottomano.

## Contesto
Dopo l'ingresso in guerra dell'Impero ottomano una delle principali preoccupazioni britanniche era di mettere in sicurezza i propri giacimenti petroliferi in Persia e per questo motivo il governo di Londra inviò un corpo di spedizione, proveniente principalmente dall'India britannica, per conquistare la fortezza di Al-Faw ed il porto di Bassora.
Dopo aver ottenuto una serie di vittorie a Qurna ed Es Sinn, le forze britanniche subirono la controffensiva ottomana e, a seguito della battaglia di Ctesifonte, furono costrette a ritirarsi verso sud, fino a Kut. Qui il general-maggiore Charles Vere Ferrers Townshend venne assediato dalle truppe ottomane guidate dal feldmaresciallo Colmar von der Goltz . Townshend chiese rinforzi e il generale Sir John Nixon affidò l'incarico a Fenton Aylmer. Il compito di Aymler si rivelò sin dal principio particolarmente difficile poiché le forze ottomane erano notevolmente superiori per numero. Tra il gennaio ed il marzo 1916 le truppe ottomane di von der Goltz sconfissero duramente i britannici a Wadi, Hanna e Dujaila.
A seguito di questa umiliante serie di sconfitte, il comando dell'esercito britannico in Mesopotamia venne affidato a Sir. Stanley Maude che a partire dall'aprile 1916 si dedicò al reclutamento e all'addestramento di nuove truppe, provenienti principalmente dall'India britannica. 
Solo nel dicembre 1916, dopo aver messo su un contingente di circa 50 000 uomini, il generale Maude fu in grado di riprendere le operazioni.

## La conquista di Baghdad
Maude iniziò a risalire il fiume Tigri e nel gennaio 1917 riuscì a conquistare una serie di fortificazioni ottomani in un'area chiamata Khadairi e lungo il canale Shatt al-Hayy. In febbraio l'avanzata britannica proseguì senza soste e dopo aver preso Dahra, Maude riconquistò Kut.
L'8 marzo Maude raggiunse il fiume Diyala (circa 50 km a sud a Baghdad) dove ad attenderlo c'erano le forze ottomane guidate da Khalil Pasha. Dopo aver respinto un primo scontro, il 10 marzo gli ottomani – inferiori per numero – furono costretti a ritirarsi verso Baghdad. La città venne fatta evacuare ma l'indomani Maude la raggiunse rapidamente conquistandola senza difficoltà.

## Conseguenze
Dopo la caduta di Baghdad l'Impero Ottomano non era più in grado di mettere a repentaglio la sicurezza dei pozzi petroliferi britannici in Persia. 
Maude divenne de facto governatore della Mesopotamia in attesa che venissero risolte le dispute tra il governo imperiale indiano e quello di Londra su chi dovesse amministrare le province di Baghdad, Bassora e Mosul.